# Corruption en Corée du Nord

Indice de perception de la corruption, 2010.

La corruption est un problème répandu en Corée du Nord. Parmi les 176 pays, la Corée du Nord est classé parmi les trois derniers pays de l'indice de perception de la corruption élaborée en 2012 par Transparency International à égalité avec la Somalie et l'Afghanistan. Les règles strictes et les punitions draconiennes, par exemple les lois qui interdisent l'accès aux médias étrangers ou de modifier les récepteurs de radio ou de télévision afin d'avoir accès aux médias étrangers, sont souvent contournés en offrant des pots-de-vin à la police.

### Sources
- (en) Cet article est partiellement ou en totalité issu de l’article de Wikipédia en anglais intitulé « Corruption in North Korea » (voir la liste des auteurs).